# Krasnozatonskij
Krasnozatonskij (in lingua russa Краснозатонский) è un insediamento di tipo urbano di 7 367 abitanti situato in Russia, nella Repubblica dei Komi. Fa parte del circondario urbano di Syktyvkar.